# Fuhanken sanchisei
Das Fuhanken sanchisei (jap. 府藩県三治制, etwa „Dreierverwaltungssystem aus fu, han und ken“) war die subnationale Verwaltungsstruktur Japans in der Meiji-Restauration vom Boshin-Krieg 1868 bis zur Abschaffung der Han 1871. In dieser Zeit existierten die noch von den Feudalfürsten (daimyō) der Edo-Zeit regierten Fürstentümer (-han) gleichzeitig neben den bereits von der neuen Satsuma-Chōshū-dominierten Meiji-Regierung direkt kontrollierten Präfekturen (städtische -fu und ländliche -ken) in den vorherigen Shogunatsstädten und Shogunatsterritorien (bakuryō/tenryō) sowie einigen wenigen rebellischen Fürstentümern wie Aizu oder Morioka, die sich auch nach dem militärischen Sieg der Restaurationsarmeen über das Shogunatsheer nicht der neuen Regierung unterworfen hatten.
Formale Grundlage des fuhanken sanchisei war das Seitaisho (政体書; Erlass Nr. 331 vom 11. Juni 1868greg.), ein Erlass, der eine provisorische neue Staatsordnung für die frühe Meiji-Zeit umschrieb. Danach wurden die unter Kontrolle der neuen Regierung gefallenen vormaligen Shogunatsterritorien zu Präfekturen.

## Fu, han und ken
Die meisten han dieser Zeit blieben territorial weitgehend unverändert, einschließlich Ex- und Enklaven, auch wenn es bereits manche Neugliederungen und außerdem einige Aufhebungen/vorzeitige Rückgaben von Fürstentümern gab. Manche han wurden auch erst in der Restauration neu oder wieder eingerichtet, beispielsweise das nach ihrer Abdankung den Tokugawa überlassene Shizuoka. Die Kontrolle der Zentralregierung über die Fürstentümer wurde bereits verstärkt, etwa bei der Verteilung der Steuereinnahmen.
Die meisten Präfekturen dieser Zeit entstanden als direkte Nachfolger der Shogunatsterritorien und ihrer Verwalter/Vögte (daikan, bugyō). So entstand beispielsweise aus der Nagasaki bugyō-sho, der Edo-zeitlichen Verwaltung des Shogunats der für den regulierten Handel mit Europäern geöffneten Hafenstadt Nagasaki, mit dem Zwischenschritt Nagasaki saibansho (長崎裁判所; saibansho=heute wörtl. „Gerichtshof“, bezeichnet 1868 aber die Vorläufer der Stadtpräfekturen/fu, die auch judikative Gewalt hatten) die Nagasaki-fu, die später in -ken umbenannte heutige Präfektur Nagasaki. Aus der Nirayama daikan-sho, der in Nirayama ansässigen Shogunatsverwaltung verschiedener Besitzungen in den Provinzen Izu, Suruga, Sagami und Musashi, wurde die Nirayama-ken (Präfektur Nirayama), deren zentraler Teil später hauptsächlich in der Präfektur Ashigara aufging.

## Ende
1871 wurden schließlich bei der Abschaffung von han und Einrichtung von ken (haihan chiken) alle verbliebenen Fürstentümer in Präfekturen umgewandelt, die damit zur flächendeckenden Landesgliederung Japans wurden. Die Fürsten wurden so als Territorialherrscher entmachtet, erhielten dafür mit dem Kazoku-System eine weiter herausgehobene Stellung in der Gesellschaft, ein Einkommen vom Staat und zwei Jahrzehnte später bei der Einführung der Meiji-Verfassung mit dem Herrenhaus (Kizokuin) auch eine feste formale Rolle in den politischen Institutionen des neuen Staates. Die Einordnung der zahlreicheren untergeordneten adligen Vasallen der Fürstentümer, der Samurai, in die schlagartig defeudalisierte Gesellschaft war schwieriger und mit zahlreichen Aufständen verbunden, von denen die Satsuma-Rebellion die bedeutendste war, bei der sich mit Satsuma eines der han erhob, die die Meiji-Restauration angestoßen hatten.
Die mit dem Ende des fu/han/ken-Systems zunächst über 300 Präfekturen wurden bald territorial konsolidiert und ihre Zahl in drei großen Fusions-/Teilungswellen und zahlreichen einzelnen Territorialänderungen bis zum Ende der 1880er Jahre auf die heutigen 47 gebracht. Die Ex-/Enklaven der Feudalzeit verschwanden, Samurai-/Hatamoto-Güter und die schon zu Beginn der Edo-Zeit weitgehend entmachteten, meist winzigen geistlichen Territorien wurden ganz abgeschafft, und die Präfekturen wurden zu kompakten Einheiten, die territorial vielerorts den antiken Provinzen Japans entsprechen, organisatorisch unter Einfluss europäischer Vorbilder modernisiert wurden (anfangs teilweise französische Départements, zuletzt in den 1890er Jahren vor allem Provinzen Preußens). Ihre Gouverneure wurden bis zum Zweiten Weltkrieg zentral von der Reichsregierung ernannt.